# Stort haröra
Stort haröra (Otidea onotica) är en svamp som har fått sitt trivialnamn efter att dess fruktkropp till utseendet anses påminna något om örat på en hare.
Svampen växer i områden bevuxna med löv- och blandskogar, ofta i närheten av träd som ek och hassel. Fruktkroppen framträder under sommaren och hösten och kan bli mellan 4 och 10 centimeter hög. Ofta växer den i täta grupper. Svampens skålliknande insida är vanligen blekt gulaktig, ibland lätt skiftande i en rosaktigt ton och slät till sin struktur. Utsidan är mer grågul eller ockragul och har en kornigare struktur. Foten är kort och vitaktig.